# Emmitt Thomas
Pro Football Hall of Fame 2008
(en) Statistiques sur pro-football-reference
Emmitt Thomas (né le 3 juin 1943 à Angleton, Texas) est un joueur américain de football américain ayant évolué au poste de cornerback dans les années 1970. Il a remporté le Super Bowl IV avec les Chiefs de Kansas City où il évolue entre 1966 et 1978 en National Football League. Devenu entraîneur à la fin de sa carrière, il remporte deux autres Super Bowls (XXII et XXVI) en tant qu'entraîneur des wide receivers et des defensive backs avec les Redskins de Washington. Thomas fait partie de la promotion 2008 du Pro Football Hall of Fame.